# Joseph von Choslowsky
Joseph von Choslowsky (polnisch Józef Chosłowski; * 16. Dezember 1821 in Sienno bei Posen; † 10. November 1881 in Ułanowo) war ein polnischer Rittergutsbesitzer und Mitglied des deutschen Reichstags.

## Leben
Choslowsky war Rittergutsbesitzer auf Ułanowo bei Kłecko. 1848 war er Mitglied des Polnischen Nationalkomitees in Poznań.
Von 1857 bis 1858 war er Mitglied des Preußischen Abgeordnetenhauses für den Wahlkreis Bromberg 3 (Wongrowitz-Mogilno). Zwischen 1874 und 1877 war er Mitglied des Deutschen Reichstages für die Polnische Fraktion und den Wahlkreis Bromberg 5 (Gnesen-Wongrowitz).